# ルイーザ・フォン・トゥルン・ウント・タクシス
ルイーザ・フォン・トゥルン・ウント・タクシス（Luisa Prinzessin von Thurn und Taxis, 1859年6月1日 - 1948年6月20日）は、ドイツの上級貴族トゥルン・ウント・タクシス侯爵家の公女。全名はルイーザ・マティルデ・ヴィルヘルミーネ・マリー・マクシミリアーネ（Luisa Mathilde Wilhelmine Marie Maximiliane Prinzessin von Thurn und Taxis）。
トゥルン・ウント・タクシス侯世子マクシミリアン・アントンとその妻でバイエルン公マックス・ヨーゼフの娘であるヘレーネの間の第1子、長女として生まれた。1879年1月21日にレーゲンスブルクにおいて、ホーエンツォレルン侯子フリードリヒと結婚した。夫との間に子供は無かった。